# ...What Remains
…What Remains é o segundo álbum de estúdio da banda Spoken, lançado em 1999.
| Críticas profissionais                                                      | Críticas profissionais |
| Avaliações da crítica                                                       | Avaliações da crítica  |
| Fonte                                                                       | Avaliação              |
| --------------------------------------------------------------------------- | ---------------------- |
| HM                                                                          | (sem nota)             |
| Esta tabela precisa de ser acompanhada por texto em prosa. Consulte o guia. |                        |

## Faixas
| N.º | Título                              | Duração |  |
| 1.  | "Untitled"                          | 0:42    |  |
| 2.  | "Your Grace Alone"                  | 3:10    |  |
| 3.  | "Silent Voice"                      | 2:54    |  |
| 4.  | "The God You Follow"                | 3:33    |  |
| 5.  | "Prepare to Meet Thy God"           | 3:17    |  |
| 6.  | "When I Fall"                       | 3:59    |  |
| 7.  | "So Far From God"                   | 3:37    |  |
| 8.  | "Taken for Granted"                 | 4:04    |  |
| 9.  | "Forgive Me"                        | 3:42    |  |
| 10. | "New Life"                          | 2:27    |  |
| 11. | "Runaway"                           | 5:11    |  |
| 12. | "Untitled"                          | 1:02    |  |
| 13. | "Fly With Me" (com K2S)             | 3:40    |  |
| 14. | "People Get Ready, Jesus Is Comin'" | 7:19    |  |
| 15. | "Untitled"                          | 0:04    |  |